# Euselasia cucuta
Euselasia cucuta är en fjärilsart som beskrevs av William Schaus 1902. Euselasia cucuta ingår i släktet Euselasia och familjen Riodinidae. Inga underarter finns listade i Catalogue of Life.